# Governatorato della Dalmazia
Il governatorato della Dalmazia fu una divisione amministrativa del Regno d'Italia, costituita nel 1941, a seguito della conquista militare della Dalmazia jugoslava da parte del generale Vittorio Ambrosio, durante la Seconda guerra mondiale.
Il governatorato fu istituito secondo il regio decreto-legge del 18 maggio 1941 nº 452 e quanto stabilito dal regio decreto del 7 giugno 1941 nº 453 e fu invece soppresso con regio decreto legge del 19 agosto 1943 nº 747.

## Storia
Il governatorato fu la riproposizione dell'omonimo ed effimero istituto impiantato dagli italiani in Dalmazia all'indomani della sconfitta dell'Austria-Ungheria del 4 novembre 1918, e sgomberato in seguito agli accordi italo-jugoslavi sfociati nel Trattato di Rapallo (1920). Come il suo predecessore, aveva la finalità provvisoria di traghettare il territorio verso la piena integrazione nel Regno, importandovi progressivamente la legislazione nazionale in luogo di quella previgente. Il capoluogo amministrativo era Zara.
Nell'aprile del 1941 il Regno di Jugoslavia fu occupato dalle potenze dell'Asse e Mussolini nomina quale alto commissario civile della Dalmazia il federale di Zara Athos Bartolucci, che terminò il suo compito con l'istituzione del governatorato affidato a Giuseppe Bastianini.
Quasi tutta la parte costiera della Dalmazia settentrionale con tutti i principali centri urbani, fu annessa al Regno d'Italia il 18 maggio con un atto ufficiale, mentre il resto venne annesso al neocostituito Regno di Croazia, dominato dagli ustascia di Ante Pavelić. Quest'ultimo offrì il trono del giovane stato a un membro della Casa Savoia, Aimone, il quale, pur senza rifiutarlo, non ne prese mai possesso.
Benito Mussolini divise il governatorato in tre province:
- la provincia di Zara che comprendeva il comune di Zara e il suo entroterra ingrandito, più Sebenico e le isole dalmate davanti a Zara che passarono sotto sovranità italiana;
- la provincia di Spalato, che comprendeva le città di Spalato e Traù, più le isole della Solta meno la Brazza, e le altre Lissa, Curzola, Lagosta, Cazza e Pelagosa, queste ultime tre scorporate dalla provincia di Zara alla quale appartenevano dal 1920, e Meleda;
- la provincia di Cattaro, che comprendeva i centri di Cattaro, Perasto, Castelnuovo con un piccolo entroterra di circa 600 km² seguendo grosso modo i vecchi limiti veneziani ed austriaci, più l'isola di Saseno, di fronte alle coste dell'Albania vicino a Valona, quest'ultima scorporata dalla provincia di Zara di cui faceva parte dal 1920.

| Zara | 20 | 3 719 | 211 900 |
| Spalato | 13 | 976   | 128 400 |
| Cattaro | 15 | 547   | 39 800  |
| Totale | 48 | 5 242 | 380 100 |
| Fonte: Davide Rodogno Il nuovo ordine mediterraneo, ed. Bollati Boringhieri, Torino 2003; Enciclopedia Italiana Treccani, su treccani.it. – II Appendice (1948) |    |       |         |

La Dalmazia italiana si estendeva dunque su 5242 km², pari al 35% della Dalmazia, e contava 380 000 abitanti, con la modesta densità di 61,6 ab/km². Il numero degli italiani era valutato sui 38 000, ossia il 10% del totale. Bastianini diede subito via a una massiccia e violenta italianizzazione delle provincie annesse: vennero inviate ad amministrarle i segretari politici del fascio, del dopolavoro, dei consorzi agrari e medici, maestri, impiegati comunali, levatrici subito odiati da coloro ai quali tolsero gli impieghi. L'italiano venne imposto come lingua obbligatoria per i funzionari e gli insegnanti, anche se il serbo-croato fu tollerato per le comunicazioni all'interno dell'amministrazione civile.
Nei centri maggiori, diverse insegne scritte in croato vennero sostituite da scritte in italiano, proibiti vessilli croati, giornali e manifesti salvo quelli bilingui pubblicati dalle autorità civili e militari italiane; sciolte le società culturali e sportive, imposto il saluto romano, ripristinati alcuni cognomi italiani. Si procedette pure,a riportare in italiano, come già lo erano stati fino alla metà del XIX secolo,  i nomi geografici, delle vie e delle piazze. Uno speciale ufficio per le terre adriatiche offriva prestiti e provvidenze a quanti erano disposti a snazionalizzarsi, e intanto acquistava terreni da redistribuire agli ex combattenti italiani. Vennero istituite borse di studio per i dalmati che volessero continuare gli studi in Italia e ne fecero uso 52 italiani dalmati e 211 croati e serbi.

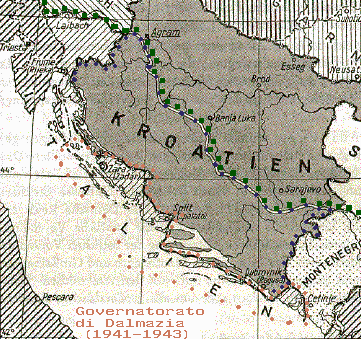
Mappa del governatorato della Dalmazia, dove i puntini arancio ne individuano i confini, i punti blu e verdi mostrano i limiti della zona d'occupazione italiana in Jugoslavia tra il 1941 e il 1943

Alla fine di luglio vennero istituiti i tribunali speciali e militari che colpirono la resistenza con le prime sentenze di morte: 8 a Bencovazzo il 6 agosto, 6 a Sebenico il 13 ottobre, 19 a Spalato il 14 ottobre, 12 a Vodizze il 26 ottobre. Nel territorio furono poi anche istituiti a scopo repressivo, soprattutto a partire dal 1942, numerosi campi di concentramento, come per esempio quelli di Arbe, Fiume e molti altri.
Nel settembre 1941 Benito Mussolini propose di annettere al governatorato di Dalmazia la "Zona II" di occupazione italiana nella Croazia costiera, creando anche la provincia di Ragusa di Dalmazia, ma l'opposizione di Ante Pavelić bloccò il progetto.

Sul finire del 1941 fu attuato un tentativo di "normalizzazione" della vita civile: a Spalato, per esempio, fu promossa la creazione di attività sportive legate ai campionati italiani. A tale scopo nel 1942 fu ristabilita la squadra Calcio Spalato con il nome Associazione Calcio Spalato, secondo direttiva della Federazione Italiana Gioco Calcio (FIGC) che riconosceva l'AC Spalato come nuova società affiliata alla Federcalcio. Comunque, a causa degli eventi bellici lo Spalato non disputò alcun campionato.
Già dalla fine del 1941, contro le atrocità commesse dal regime ustascia entro i territori dello Stato Indipendente di Croazia, tanto contro i serbi e gli ebrei quanto contro gli oppositori politici (comunisti e socialisti), si sollevò sia la resistenza partigiana a guida di Tito, plurietnica e comunista, sia varie fazioni nazionaliste e monarchiche serbe note come cetnici.
Numerosi crimini di guerra furono commessi da tutte le parti in causa, inclusi i fascisti italiani, provocando una sanguinosa guerra civile.

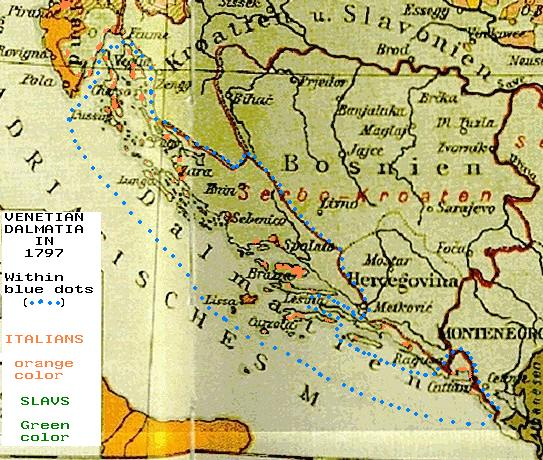
Mappa linguistica austriaca del 1896, su cui sono riportati i confini (segnati con pallini blu) della Dalmazia veneziana nel 1797. In arancione sono evidenziate le zone dove la lingua madre più diffusa era l'italiano, mentre in verde quelle dove erano più diffuse le lingue slave

A causa dell'annessione della Dalmazia costiera al Regno d'Italia, cominciarono a crescere le tensioni tra il regime croato ustascia e le forze d'occupazione italiane. Venne perciò a formarsi, a partire dal 1942, un'alleanza tattica tra le forze italiane e diversi gruppi serbi cetnici. Gli italiani incorporarono i cetnici nella Milizia Volontaria Anti Comunista (MVAC) per combattere la resistenza titoista, provocando però fortissime tensioni con il regime ustascia.
Lo stesso Mussolini propose di annettere al Regno d'Italia nell'estate 1942 la zona costiera della Croazia sotto responsabilità militare italiana, che si trovava compresa tra il governatorato di Dalmazia e la zona sotto responsabilità militare tedesca della Croazia, allo scopo di allontanare gli Ustascia dalle aree italiane.

## Epilogo
Caduto Mussolini, il governo Badoglio decise di sciogliere il governatorato della Dalmazia con un decreto del 19 agosto 1943 che statuiva che i suoi poteri venissero assunti, per le rispettive aree di competenza, dai tre prefetti provinciali. La consapevolezza dell'imminente firma dell'armistizio di Cassibile porta a dubitare che la finalità del governo fosse quella di normalizzare il territorio riconducendolo alla normale amministrazione locale: piuttosto, nel provvedimento si può intravedere la consapevolezza dell'inevitabile perdita della Dalmazia di lì a poche settimane.
In effetti nello stesso giorno della pubblicazione del decreto in Gazzetta ufficiale, il 9 settembre, la parte italiana della Dalmazia venne occupata dall'esercito tedesco ed annessa, a esclusione di Zara, allo Stato Indipendente di Croazia, che dichiarò nullo il Trattato di Roma del 1941. La zona di Cattaro divenne invece un governatorato militare tedesco per la sua posizione strategica.

## Governatori della Dalmazia
- Athos Bartolucci (commissario civile dal 14 aprile al 6 giugno 1941)
- Giuseppe Bastianini (7 giugno 1941 – 14 febbraio 1943)[17]
- Francesco Giunta (14 febbraio – 9 settembre 1943)[18]